# Erzdiözesanarchiv und -museum in Breslau
Erzdiözesanarchiv und Erzdiözesanmuseum in Breslau (polnisch Archiwum Archidiecezjalne we Wrocławiu und Muzeum Archidiecezjalne we Wrocławiu) sind zwei kirchlich-kulturelle Einrichtungen in Breslau (Wrocław). Dem katholischen Archiv des Erzbistums Breslau sind ein Museum und eine Bibliothek (Biblioteka Archidiecezji Wrocławskiej) angeschlossen. Das 1898 in Schlesien gegründete Diözesanmuseum ist eines der größten Diözesanmuseen in Polen.

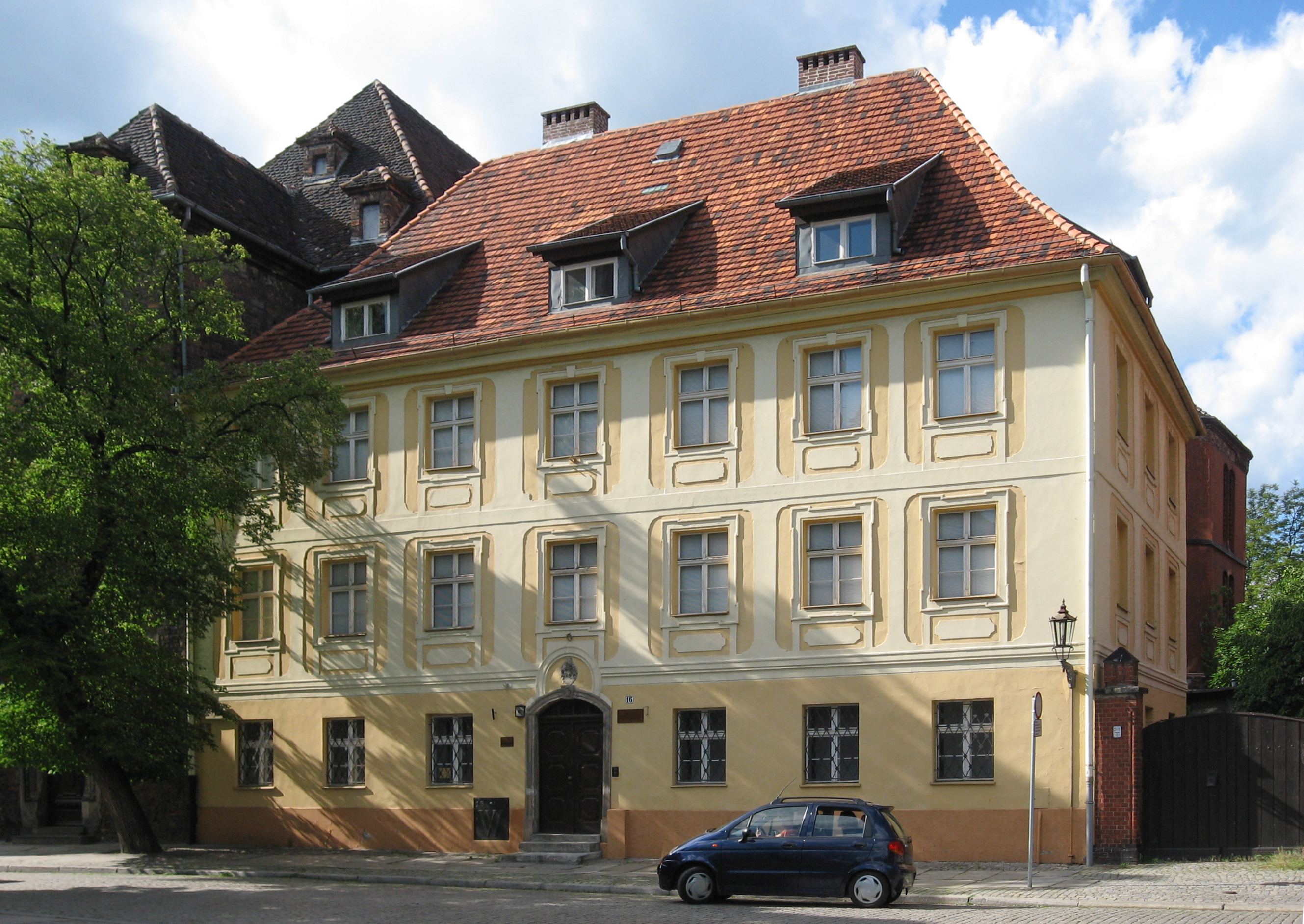
Erzdiözesanmuseum in Wrocław (Breslau)

Das Kapitelgebäude befindet sich am Breslauer Dom, es stammt aus den Jahren 1519–1520 mit neugotischen Teilen.
Im Jahr 1810 wurden die meisten Klöster in Niederschlesien von den preußischen Behörden im Zuge der Säkularisierung aufgelöst. Um eine Zerstörung im Zuge der neuen Mode des Kirchenumbaus am Ende des 19. Jahrhunderts zu verhindern, erließ die katholische Erzdiözese Breslau 1896 ein Dekret zur Erfassung und zum Schutz aller künstlerisch oder historisch wertvollen Objekte in Schlesien, die in Breslau gesammelt wurden. Der Priester Joseph Jungnitz sorgte als erfahrener Erforscher der schlesischen Geschichte dafür, dass im Archiv- und Bibliotheksgebäude der Diözese Breslau geeignete Räume für die Unterbringung der von ihm ausgewählten historischen Objekte zur Verfügung standen. Er wurde unter Kardinal Georg von Kopp der erste Direktor des Breslauer Erzdiözesanmuseums.
Zu den reichhaltigen Beständen des Museums zählen Malerei, Plastik und Kunsthandwerk vom 13.–19. Jahrhundert. Die deutsche sakrale Kunst Schlesiens ist durch zahlreiche bedeutende Werke repräsentiert. Zu den Beständen zählen unter anderem Goldschmiedearbeiten, liturgische Gewänder, Gläser und Urkunden.

## Bestände (Auswahl)
- Hl. Johannes (1160, niederländischer Einfluss)
- Löwenmadonna (14. Jahrhundert)
- Christus am Kreuz (14. Jahrhundert)

## Galerie

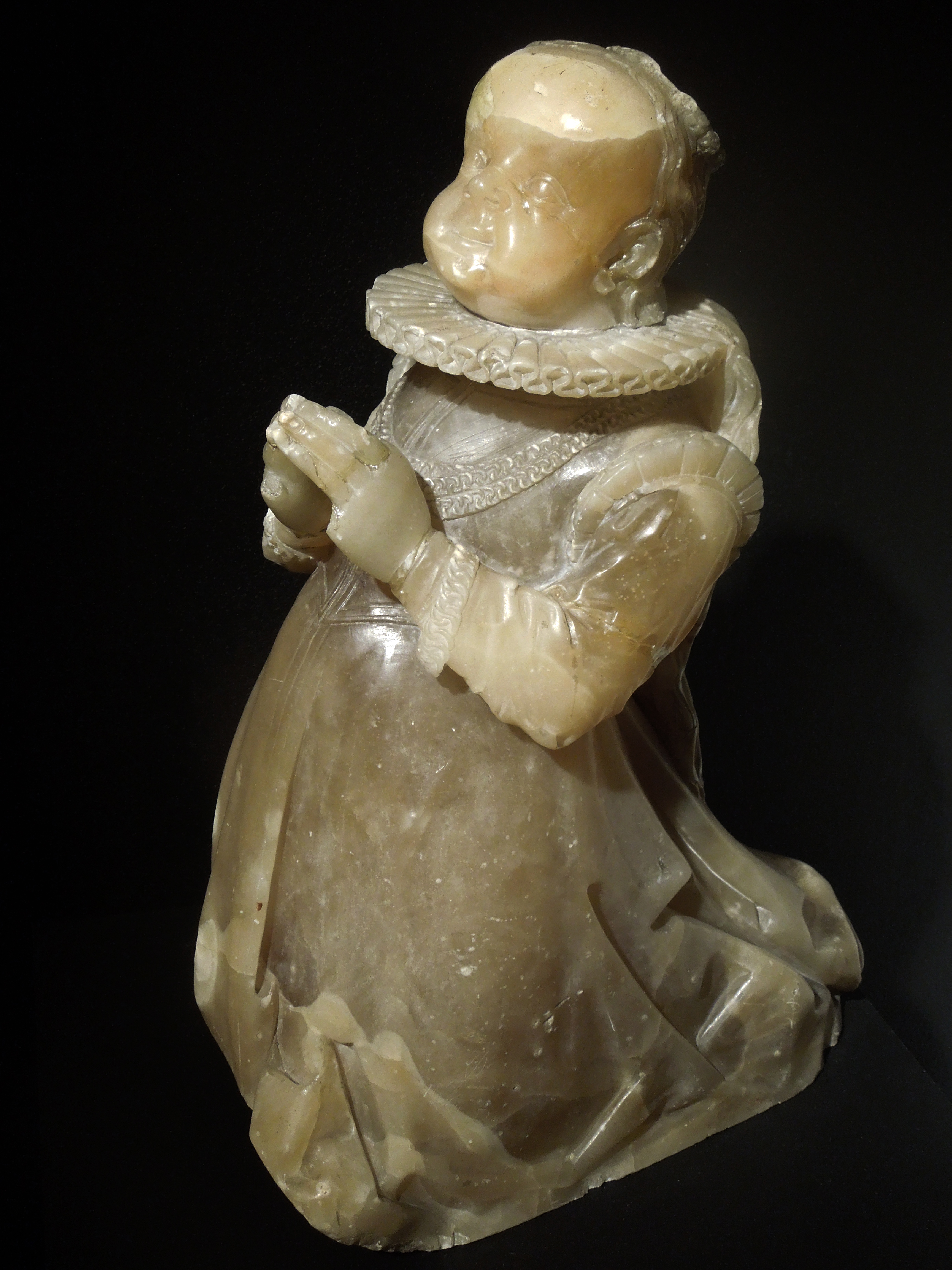
Gerhard Hendrik – Kniendes Mädchen – Skulptur aus Alabaster
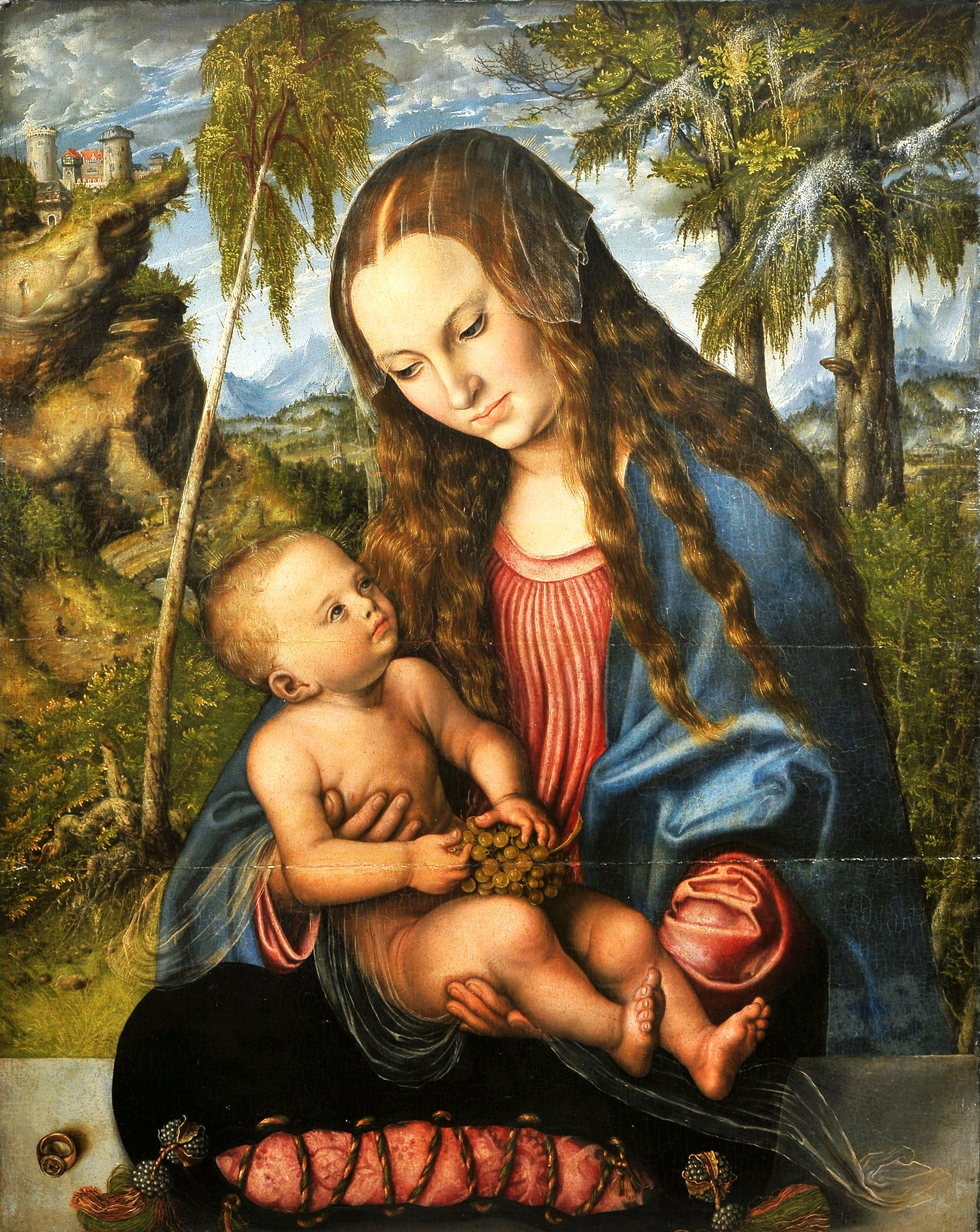
Lucas Cranach der Ältere – Madonna unter den Tannen
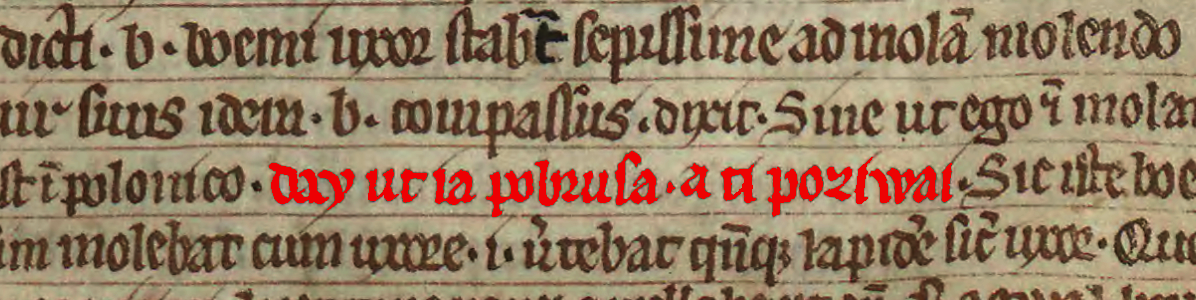
Fragment des Heinrichauer Gründungsbuchs (Księga henrykowska) mit dem ersten Satz in polnischer Sprache